# طعمه پلاستیکی

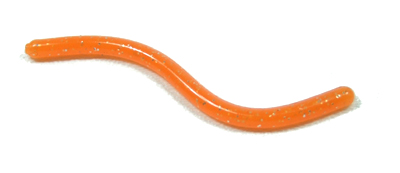
کرم پلاستیکی

طعمه پلاستیکی نرم (به انگلیسی: Soft plastic bait) که معمولاً به عنوان طعمه نرم با طعمه پلاستیکی شناخته می‌شود، یکی از طیف‌های گسترده از طعمه‌های ماهیگیری بر پایه الاستومر است که به دلیل بافت انعطاف‌پذیر و گوشتی‌شان به این نام خوانده می‌شوند. طعمه‌های نرم در طیف وسیعی از رنگ‌ها، اندازه‌ها و شکل‌های خاص موجود هستند و معمولاً مانند طعمه‌های معمولی مستقیماً روی قلاب ماهیگیری قرار می‌گیرند.